# Paolo Gagliardi
Paolo Gagliardi, né à Brescia le 15 août 1675 et mort dans cette même ville le 15 août 1742, est un ecclésiastique et érudit italien.

## Biographie
Né à Brescia en 1675, il obtint un canonicat à la cathédrale de cette ville, et s’appliqua avec beaucoup d’ardeur à recueillir toutes les pièces relatives l’histoire de sa patrie. Les talents de Gagliardi étendirent sa réputation dans toute l’Italie. Apostolo Zeno et Tiraboschi le citent avec éloge ; Fontanini souhaitait qu’il donnât une édition des Memorie Bresciane d’Ottavio Rossi, personne ne lui paraissant plus capable de porter cet ouvrage à sa perfection. Gagliardi mourut en 1742.

## Œuvres
- Oratio pro adventu J. F. Barbadici ad episcopatum Brixianæ Ecclesiæ, Venise, 1715, in-12 ;
- Parere intorno all’antico stato de’ Cenomani ed ai loro confini, Padoue, 1724, in-8° ; réimprimé dans les Memorie istorico-critiche intorno all’antico stato dei Cenomani, par Antonio Sambuca, Brescia, 1750, in-fol. Il cherche à prouver dans cette dissertation, que Brescia était la capitale des Cénomans, et en fixe l’étendue d’après différents passages de Polybe, de Tite-Live, et de Strabon.
- Les Œuvres de St-Philastre et St-Gaudence, évêques de Brescia au 4e siècle, 1738, in-4°. Il a fait précéder cette édition des Vies des deux saints évêques ; et il y combat avec autant de force que de justesse les réflexions trop sévères que Dupin s’était permises sur leurs écrits. Il avait publié précédemment avec quelques autres opuscules : S. Gaudentii sermones, cum opusculis Ramperti et Adelmanni Brixiæ episcoporum, recensuit et notis illustravit Paulus Galeardus, Padoue, 1710, in-4° ;
- Des Notes pleines d’érudition sur la liste des évêques de Brescia publiées dans l’Italia sacra d’Ughelli, et insérées à la suite de cette liste dans la seconde édition de l’ouvrage.